# دوم زاحف
دوم زاحف (الاسم العلمي: Hyphaene reptans) هو نوع نباتي يتبع جنس الدوم من فصيلة الفوفلية.